# Musée de la toile de Jouy
Pour les articles homonymes, voir Jouy.
Le musée de la toile de Jouy est un musée municipal français situé au sein du château de l'Églantine à Jouy-en-Josas dans les Yvelines. Il a été créé en 1977.

## Situation
Il est desservi par la gare de Petit Jouy - Les Loges sur la ligne V du Transilien (ancienne branche de la Ligne C du RER).

## Histoire

### Le château
Le château de l'Églantine a été bâti au milieu du XIXe siècle par le maréchal d'Empire François Certain de Canrobert.
Mais l’édifice actuel a été construit en 1891-1892, après la vente par le maréchal. Il a donc été construit postérieurement par Alfred Vaudoyer pour l’un des propriétaires, M. Viennot, conseiller municipal et chef du bataillon cantonal. La propriété prend le nom de “l’Églantine” au décès de Viennot, sa femme se faisant appeler “Viennot d’Églantine”.
En 1904, Alexis Soudée acquiert la propriété auprès de Emile Francq.
Sa fille, Amélie Soudée, se marie à Georges  Fromageot , juriste international et en hérite.
En 1951, Amélie Soudée vend la propriété à la Société Civile Immobilière de l'Eglantine et une partie des terrains est vendue à la Société Logirep qui construit des logements sociaux.
En 1979, la commune de Jouy en Josas achète à la SCI de l'Eglantine ce domaine qui deviendra en 1991 le musée de la toile de Jouy
Le Château de l’Églantine a été aménagé en 1991. Il succède dans l’accueil du musée de la toile de Jouy au château de Montebello, également situé dans la commune. Le déménagement répond à l’époque à l’augmentation du nombre de visiteurs du musée (passage de 1400 visiteurs par an en 1979 à 6000 en 1985) et aux besoins d’espace et d’accessibilité.
Construit suivant un plan en U, c'est une bâtisse qui, malgré sa petite taille, offre une grande diversité de styles. Le corps central forme un L en rez-de-chaussée surélevé avec comble d'un blanc immaculé. Son corps central est flanqué de deux pavillons aux toits revêtus d'ardoise, dont l'un est arrondi, dit à l'impériale, et l'autre rectiligne, dit en pavillon.
Le juriste international Fromageot, l’un des propriétaires successifs, y reçoit les experts chargés de l’établissement du traité de Locarno (1925), en compagnie d’Alexis Léger, alias Saint John Perse, conseiller d’Aristide Briand. Le château accueille le siège d’une importante société de chimie de 1951 à 1975. Lorsqu’en 1975, le conseil municipal examine les possibilités d’achat de la propriété, l’une des motivations est déjà d’y créer un musée des toiles de Jouy. Une partie des terrains est cédée à la société Logirep pour y construire les logements du Domaine de l’Églantine.
Le déménagement de 1991 a entraîné des travaux effectués par Cuno Brullmann et Arno Fougerasse-Lavergnole. Le coût des travaux s’élève à 13,5 millions de francs soit 2 millions d’euros TTC, répartis entre l’Etat (40%), la région (35%) et la municipalité (25%). Ils donnent naissance à un nouvel espace : l’Orangerie, une verrière où sont installés les expositions temporaires et les événements particuliers. Les circulations verticales ont été complètement modifiées par les adjonctions architecturales récentes en verre et métal vers lesquelles elles ont été reportées.
De récents échos mentionnent un déménagement dans les prochaines années[Quand ?] du musée dans un lieu disposant de davantage de place et de conditions de conservation plus adéquates, toujours à Jouy-en-Josas.

### Le musée
Depuis 1991, le château abrite le musée de la toile de Jouy, créé en 1977, consacré aux toiles imprimées que fabriquait la manufacture Oberkampf. Ces toiles imprimées, très à la mode au XVIIIe siècle, étaient connues sous le nom de toile de Jouy.

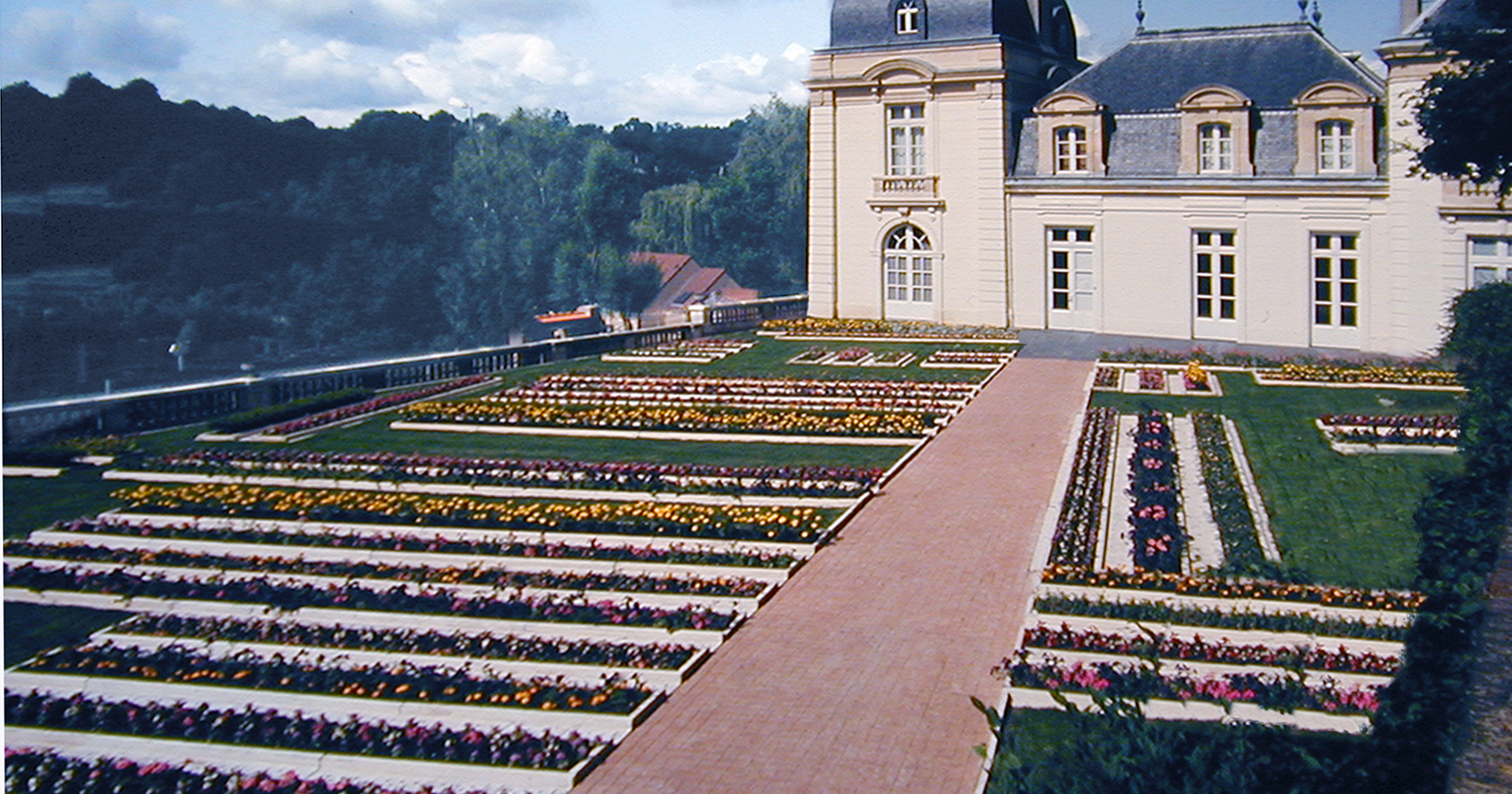
Planches aménagement de la terrasse du musée, par Jean-Max Albert.

Le visiteur y découvre le matériel d’impression et les dessins anciens utilisés pour réaliser les toiles de Jouy, ainsi que des planches de bois, plaques et rouleaux de cuivre, produits de teinture et cadres sérigraphiques utilisés pour imprimer cette toile de 1760 à 1843.
Les parterres fleuris devant l'entrée du château, en forme de simples rectangles allongés, sont l'œuvre de Jean-Max Albert. Ils simulent les toiles qui étaient étendues au soleil dans les champs entourant la manufacture.
Des plaques de cuivre, pièces rares, qui servaient à l'impression des toiles de Jouy, sont visibles au musée Lambinet à Versailles.

## Les collections

### L’iconographie des toiles de Jouy
Les dessins qui composent les toiles de Jouy peuvent être divisés en deux catégories : les toiles florales et les toiles narratives. 
Les toiles florales forment le groupe le plus important, comprenant environ 30 000 motifs floraux. Les toiles narratives, quant à elles, comptent environ 546 sujets imprimés narratifs. Les toiles florales étaient souvent imprimées en bloc. Le motif floral permettait aux dessinateurs et artisans de varier les gammes chromatiques. Les couleurs vives et variées les rendaient ainsi appropriées à la décoration, aux tissus d’ameublement mais également aux vêtements. Si à l’origine les goûts penchaient vers des motifs copiant les chintz indiens, les « plantes et fleurs occidentales comme les glands, les feuilles de chêne, le houx […], les plumes et les imprimés animaux » supplantent l’iconographie des cotonnades indiennes. 
Les toiles narratives, d'abord imprimées sur plaque, puis sur rouleau, portaient sur une grande variété de sujets : littéraires, politiques, commémoratifs, etc. Aux XVIIIe et XIXe siècles, « pastorales et scènes galantes, fêtes et jeux villageois, saisons et chasses, divertissements dans les jardins en vogue, constituent le sujet dominant des toiles imprimées représentant des scènes à personnages. »

### Les premières collections du musée de la toile de Jouy
Choisie au XVIIIe siècle tant pour sa localisation près de la Bièvre, réputée pour la qualité de son eau, que pour sa proximité avec Versailles, la ville de Jouy-en-Josas abrite aujourd’hui le musée de la toile de Jouy. Le Musée est avant tout consacré à l’ancienne manufacture de toiles imprimées fondée à Jouy-en-Josas par Christophe-Philippe Oberkampf. On peut y voir des collections de Toiles de Jouy (indiennes et toiles à personnages), du matériel d’impression et des dessins anciens. La famille du Manufacturier, son cadre de vie, ses souvenirs, ne sont pas oubliés : mobilier du XVIIIe siècle, objets précieux et garde-robe évoquent l’univers de Christophe-Philippe Oberkampf. 
Installé dans le château de l'Églantine, le musée de la Toile de Jouy raconte l'histoire du tissu qui a le plus marqué la France post-révolutionnaire. La toile de Jouy était un tissu abordable, qui a permis à toutes les femmes, y compris de condition modeste, d’avoir accès à de jolis tissus à motifs, imitant les tissus coûteux importés d’Asie en étant également durables et résistants. Le musée de la Toile de Jouy témoigne de la manière dont le goût pour ce textile s’est propagé en France.

### La collection du musée aujourd’hui
Depuis sa création au château en 1991, le musée a donc enrichi sa collection pour y inclure tous les aspects du processus de production des toiles de Jouy. Des esquisses et des estampes préliminaires, mais également des blocs de bois, des plaques de cuivre sculptées peuvent être observées dans le musée.
La collection, très exhaustive, de toiles de Jouy de l'usine Oberkampf est complétée par une vaste collection de textiles imprimés du XVIIIe siècle. Les visiteurs auront la joie de découvrir des chintz importés d'Inde dans les années 1760, mais aussi des productions de concurrents français d'Oberkampf basés à Nantes, en Normandie et en Alsace.
Outre des exemples de costumes contemporains fabriqués à la toile de Jouy et une collection d’oeuvres réalisées par de grands artistes français (dont Boilly et Vernet par exemple) exposant des robes en telles que celles-ci étaient arborées au XVIIIe siècle, de magnifiques objets de la collection familiale Oberkampf sont aussi visibles.